# Diocesi di Nuestra Señora de la Altagracia en Higüey
La diocesi di Nuestra Señora de la Altagracia en Higüey (in latino Dioecesis a Domina Nostra vulgo de la Altagracia in Higüey, seu Higueyensis) è una sede della Chiesa cattolica nella Repubblica Dominicana suffraganea dell'arcidiocesi di Santo Domingo. Nel 2023 contava 517.100 battezzati su 623.500 abitanti. È retta dal vescovo Jesús Castro Marte.

## Territorio
La diocesi comprende le province dominicane di El Seibo, La Altagracia e La Romana.
Sede vescovile è la città di Higüey, dove si trova la basilica cattedrale di Nostra Signora di Altagracia.
Il territorio è suddiviso in 36 parrocchie.

## Storia
La diocesi è stata eretta il 1º aprile 1959 con la bolla Sollemne est Nobis di papa Giovanni XXIII, ricavandone il territorio dall'arcidiocesi di Santo Domingo.
Il 1º febbraio 1997 ha ceduto una porzione del suo territorio a vantaggio dell'erezione della diocesi di San Pedro de Macorís.

## Cronotassi dei vescovi
Si omettono i periodi di sede vacante non superiori ai 2 anni o non storicamente accertati.
- Juan Félix Pepén y Soliman † (1º aprile 1959 - 12 maggio 1975 dimesso)
- Hugo Eduardo Polanco Brito † (10 maggio 1975 - 25 marzo 1995 ritirato)
- Ramón Benito de La Rosa y Carpio (25 marzo 1995 - 16 luglio 2003 nominato arcivescovo di Santiago de los Caballeros)
- Gregorio Nicanor Peña Rodríguez (24 giugno 2004 - 30 maggio 2020 ritirato)
- Jesús Castro Marte, dal 30 maggio 2020

## Statistiche
La diocesi nel 2023 su una popolazione di 623.500 persone contava 517.100 battezzati, corrispondenti all'82,9% del totale.
| anno | popolazione | popolazione | popolazione | presbiteri | presbiteri | presbiteri | presbiteri                | diaconi | religiosi | religiosi | parrocchie |
| anno | battezzati  | totale      | %           | numero     | secolari   | regolari   | battezzati per presbitero | diaconi | uomini    | donne     | parrocchie |
| ---- | ----------- | ----------- | ----------- | ---------- | ---------- | ---------- | ------------------------- | ------- | --------- | --------- | ---------- |
| 1966 | 9.610       | 240.000     | 4,0         | 14         | 9          | 5          | 686                       |         | 6         | 30        | 9          |
| 1970 | ?           | 274.000     | ?           | 16         | 10         | 6          | ?                         |         | 6         | 44        | 13         |
| 1976 | 302.562     | 316.562     | 95,6        | 24         | 13         | 11         | 12.606                    |         | 14        | 49        | 14         |
| 1980 | 338.000     | 362.000     | 93,4        | 18         | 11         | 7          | 18.777                    |         | 11        | 72        | 14         |
| 1990 | 394.000     | 410.000     | 96,1        | 24         | 13         | 11         | 16.416                    | 1       | 16        | 69        | 18         |
| 1999 | 304.052     | 357.709     | 85,0        | 31         | 18         | 13         | 9.808                     | 3       | 20        | 57        | 18         |
| 2000 | 435.029     | 483.366     | 90,0        | 37         | 25         | 12         | 11.757                    | 2       | 16        | 85        | 19         |
| 2001 | 436.758     | 487.958     | 89,5        | 34         | 23         | 11         | 12.845                    | 6       | 17        | 82        | 19         |
| 2002 | 441.063     | 493.263     | 89,4        | 32         | 19         | 13         | 13.783                    | 8       | 17        | 82        | 21         |
| 2003 | 442.100     | 495.300     | 89,3        | 36         | 21         | 15         | 12.280                    | 8       | 19        | 88        | 22         |
| 2004 | 457.100     | 535.400     | 85,4        | 36         | 23         | 13         | 12.697                    | 14      | 15        | 36        | 22         |
| 2013 | 509.000     | 613.000     | 83,0        | 40         | 23         | 17         | 12.725                    | 15      | 22        | 68        | 36         |
| 2016 | 513.996     | 619.420     | 83,0        | 45         | 25         | 20         | 11.422                    | 2       | 25        | 60        | 36         |
| 2019 | 528.430     | 636.790     | 83,0        | 39         | 25         | 14         | 13.549                    | 27      | 20        | 56        | 36         |
| 2021 | 509.000     | 613.428     | 83,0        | 45         | 25         | 20         | 11.311                    | 27      | 24        | 60        | 36         |
| 2023 | 517.100     | 623.500     | 82,9        | 40         | 25         | 15         | 12.927                    | 31      | 21        | 60        | 36         |